# Michel Ecoffard
 (juillet 2016).
Michel Ecoffard, est un écrivain, poète et metteur en scène,  fondateur du théâtre de la Chimère avec Paule Le Diore.

## Biographie
Michel Ecoffard est le fils du comédien Paul Ecoffard.[réf. nécessaire] Il est déficient visuel.
Il a repris en 2009 avec Paule Le Diore et Joël Le Bail, Gaston Couté, la chanson d'un gâs qu'a mal tourné, spectacle qu'il avait créé trente ans plus tôt, en 1979. Il y chantait Nos vingt ans.
Michel Ecoffard et son théâtre La Chimère proposaient des ateliers et des stages de théâtre pour un public handicapé et valide ainsi que pour des personnes en recherche de réinsertion professionnelle. Il organisait également des ateliers d’expression et de création collective, composé de personnes handicapées sensorielles, aveugles et malvoyants qui invitent d’autres personnes à partager une aventure artistique à travers une pièce.
La salle de la petite Chimère a fermé ses portes fin juillet 2020, la ville de Lorient n'ayant pas donné son accord pour qu'il y poursuive son activité.